# 绥中县第一高级中学
绥中县第一高级中学，原绥中中学、绥中高中，位于辽宁省葫芦岛市绥中县绥中镇文化路北段西侧。

## 沿革
创建于1924年3月，始为绥中县立初级中学，校址在绥中城内上帝庙两级小学（今绥中镇中心小学校址）院内，为三年制初级中学。1938年（伪满康德5年）8月，绥中前所初级中学并入，改名为锦州省立绥中国民高等学校（简称绥中国高），学制改为四年。1945年12月11日，国民政府辽宁省政府委员会接管，改名为辽宁省立绥中中学，学制为初中、高中两级。1948年秋，解放军接管学校，校名改为辽西省立绥中中学。1958年，变更为独立高中，改名为辽宁省绥中县中学。1979年确定为辽宁省重点中学。